# デジタル物理学
デジタル物理学（デジタルぶつりがく、英: digital physics）とは、「宇宙は本質的に情報により記述可能であり、それ故、計算可能である」という仮定によって導かれる、物理学及び宇宙論における理論的展望の総称である。このような仮定を立てるとき、宇宙は、コンピュータプログラムの出力、あるいはある種の巨大なデジタル計算デバイスとして理解される。
デジタル物理学は、以下の一つ以上の仮説を基礎としている。（なお、記載の順番はその主張の強さを示す）：宇宙（あるいは現実）は、
1. 本質的に情報である（ただし、各情報のオントロジーがデジタルである必要はない）
2. 本質的に計算可能である
3. デジタルに記述可能である
4. 本質においてデジタルである
5. それ自身が壮大なコンピュータ（計算機）である
6. シミュレーテッドリアリティ実行の結果である

## 歴史
すべてのコンピュータは情報理論、統計力学および量子力学の原理と明白な整合性がとれていなければならない。これら分野の基本的な結びつきは1957年にEdwin Jaynesにより2つの論文により提起された。さらに、Jaynesは確率論を「一般化されたアリストテレスの論理学」として解釈しなおした。この視点は、古典論理やそれと等価なブール代数の論理演算を実装するよう設計されたデジタルコンピュータと基礎物理学を結びつけるのに都合がよい。
宇宙がデジタルコンピュータであるという仮説は、コンラート・ツーゼがその著書Rechnender Raum（英訳版：Calculating Space）にて初めて提起した。デジタル物理学という用語は最初にエドワード・フレドキンが使ったが、彼はのちにデジタル哲学という用語のほうを好むようになった。宇宙は巨大なコンピュータであるとする人物には、スティーブン・ウルフラム、Juergen Schmidhuber、ノーベル賞受賞者の ヘーラルト・トホーフトがいる。これら著者らは、量子力学の確率論的性質は計算可能性とは必ずしも非整合ではないと考えている。量子版のデジタル物理学は最近セス・ロイド、デイヴィッド・ドイッチュ、Paola Zizziにより提案されている。
関連するものとしてカール・フリードリヒ・フォン・ヴァイツゼッカーの binary theory of ur-alternatives、汎計算主義 (pancomputationalism)、計算的宇宙論 (computational universe theory)、ジョン・ホイーラーの "It from bit"、マックス・テグマークの数学的宇宙仮説（究極集合）がある。

### 関連する概念、仮説、理論
- 新しい種類の科学（スティーブン・ウルフラムによる著作）
- セル・オートマトン
- チャーチ＝チューリングのテーゼ
- ハイパーコンピュータ
- 量子コンピュータ
- 計算等価性原理
- シミュレーション仮説 - シミュレーテッドリアリティ
- ホログラフィック原理
- コンラート・ツーゼ
- 数学的宇宙仮説

### 関連する物理学者
- スティーブン・ウルフラム
- ヘーラルト・トホーフト
- エドワード・フレドキン
- セス・ロイド
- マックス・テグマーク
- フランク・ティプラー

### 学問分野
- 物理学 - 理論物理学 - 宇宙論
- 計算機科学 - 理論計算機科学
- 数学
- 哲学 - 存在論